# إيمي هولدن جونز
إيمي هولدن جونز (بالإنجليزية: Amy Holden Jones)‏ هي منتجة أفلام وكاتبة سيناريو ومونتيرة أمريكية، ولدت في 31 ديسمبر 1955 في الولايات المتحدة.

## وصلات خارجية
- إيمي هولدن جونز على موقع IMDb (الإنجليزية)
- إيمي هولدن جونز على موقع ألو سيني (الفرنسية)
- إيمي هولدن جونز على موقع قاعدة بيانات الأفلام السويدية (السويدية)
- إيمي هولدن جونز على موقع قاعدة بيانات الفيلم (الإنجليزية)
- إيمي هولدن جونز على موقع كينوبويسك (الروسية)